# VMM-261
261ème Escadron d'hélicoptère de transport (USMC)
Le Marine Medium Tiltrotor Squadron 261 (ou VMM-26) est un escadron d'hélicoptère  à rotors basculants MV-22 Osprey du Corps des Marines des États-Unis. L'escadron, connu sous le nom de "Raging Bulls" est stationné à la Marine Corps Air Station New River en Caroline du Nord et fait partie du Marine Aircraft Group 26 (MAG-26) et de la 2nd Marine Aircraft Wing (1st MAW).

## Mission
Le VMM-261 fournit un soutien d'assaut aux troupes de combat, des fournitures et l'équipement pendant les opérations amphibies et les opérations ultérieures à terre. De manière routinière, les escadrons VMM fournissent la base d'un élément de combat aérien (ACE) de n'importe quelle mission de la Force tactique terrestre et aérienne des Marines (MAGTF) qui peut inclure des tâches de soutien d'assaut conventionnel et des opérations spéciales.

## Historique

### Origine
Le Marine Helicopter Transport Squadron 261 (HMR-261) a été mis en service le 5 avril 1951 au Marine Corps Air Station Cherry Point en Caroline du Nord. En décembre 1956, l'escadron a été renommé Marine Helicopter Transport Squadron (Light) 261 (HMR(L)-261) et a été équipé du H-34 Choctaw en replacement du H-19 Chickasaw. En 1961, l'escadron a été renommé Marine Medium Helicopter Squadron 261 (HMM-261). Il ne sera désigné VMM-261 que le 11 avril 2002. 

### Opérations

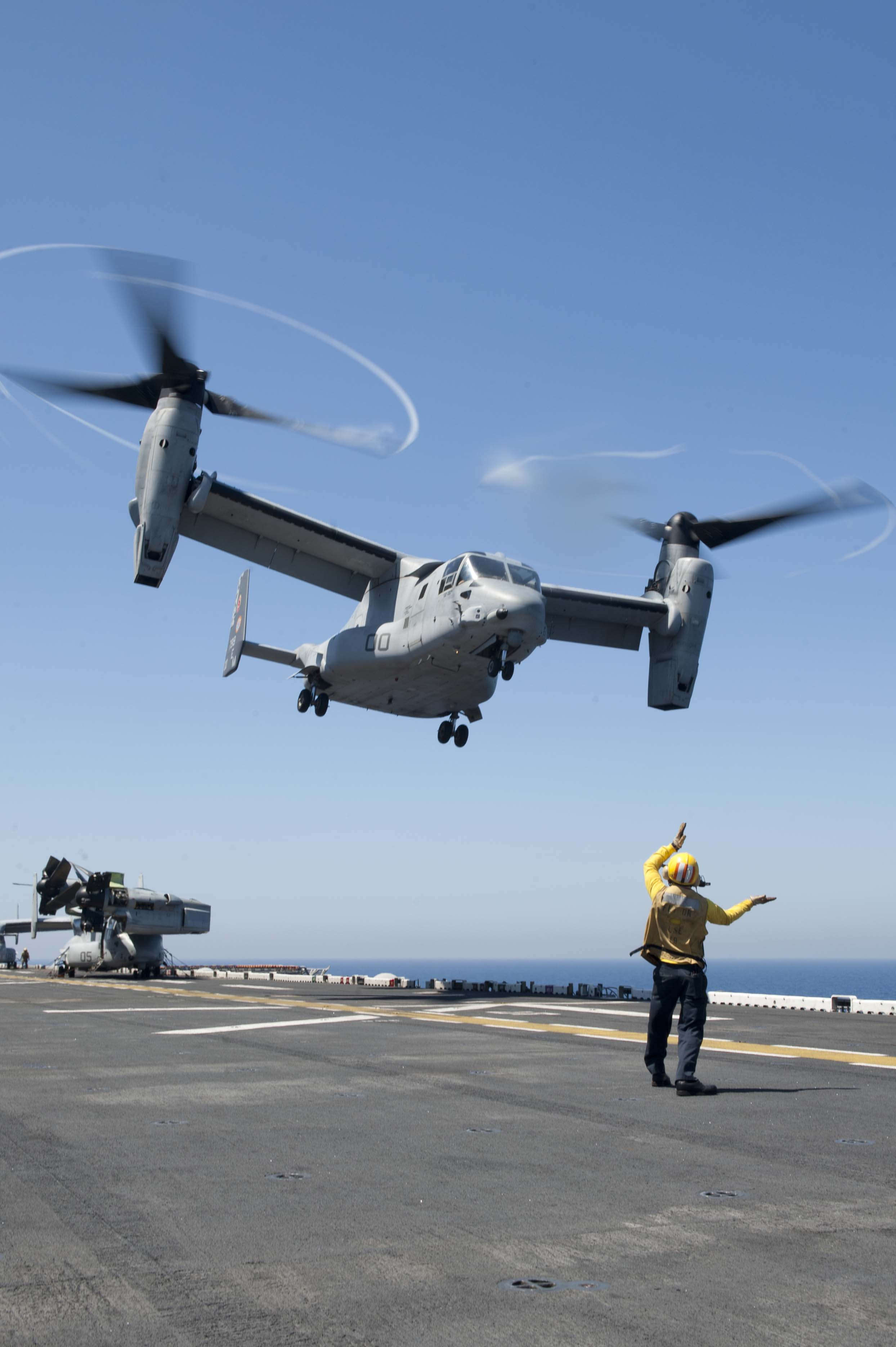
V-22 Osprey du VMM-261 en 2012

- Guerre du Vietnam : Le 8 juin 1963, l'escadron soutienty l'Operation Shufly (en) à la base aérienne de Da Nang, au sud du Vietnam. Il a participé à l'Opération Utah (1966) et diverses autres opérations.
- En 1982, l'escadron est déployé à Beyrouth au Liban et il est présent durant les attentats de Beyrouth du 23 octobre 1983.
- En 1983, il participe à l'Invasion de la Grenade (Opération Urgent Fury).
- Guerre du Golfe : Il participe à l'Opération Bouclier du désert et Opération Tempête du désert (1990), puis à l'Operation Sharp Edge (en) au Liberia (1991). Il participe ensuite à l'Opération Provide Comfort (1991) dans le nord de l'Irak.
- Bosnie-Herzégovine : Opération Deny Flight (1993)
- Guerre contre le terrorisme : L'escadron s'est déployé en Irak dans le cadre de l'Opération Iraqi Freedom et en Afghanistan pour l'Opération Enduring Freedom et l'Operation Cobra's Anger (en).